# Puide
Puide – wieś w Estonii, prowincji Valga, w gminie Hummuli.